# Carlo Consiglio
Carlo Consiglio (* 24. Januar 1929 in Rom) ist ein italienischer Biologe und war bis 1997 Professor der Zoologie an der Universität La Sapienza in Rom. Consiglio engagiert sich privat als Jagdgegner.